# La caduta di Hyperion
La caduta di Hyperion è un romanzo di fantascienza scritto nel 1990 dall'autore statunitense Dan Simmons. È il seguito di Hyperion e costituisce il secondo capitolo della serie dei Canti di Hyperion (seguito da Endymion).
Il romanzo non è strutturato a storie separate come il precedente ma è narrato dalla prospettiva del cìbrido (un clone umano controllato da un'intelligenza artificiale creata dal TecnoNucleo ma da questo separata) di John Keats (poeta a cui il libro è dedicato).

## Trama
(Dan Simmons, dedica del romanzo)
Il romanzo inizia dove si conclude il precedente capitolo. Su Hyperion le maree temporali che generano i campi anti-entropici vanno esaurendosi e le Tombe del Tempo sono in procinto di aprirsi ed entrare in sincrono coi pellegrini che, travolti da una violenta tempesta, devono trovare un modo di sopravvivere e affrontare lo Shrike. Nel frattempo, nello spazio del pianeta, è in corso un duro confronto tra i rinnegati Ouster e le forze dell'Egemonia; Meina Gladstone, Primo Funzionario Esecutivo, per ottenere informazioni sull’andamento del pellegrinaggio, sceglie come consulente l’artista Joseph Severn, un cìbrido la cui essenza (la medesima del cìbrido Johhny del romanzo precedente) abita il TecnoNucleo (ovvero l’agglomerato di Intelligenze artificiali che “governa” ogni elemento tecnologico dell’Egemonia, tra cui, in particolare, i teleporter, un mezzo di trasporto fondamentale concesso dal TecnoNucleo che consente all'umanità di spostarsi istantaneamente da un mondo all’altro, evitando alla popolazione insanabili debiti temporali causati dai lunghi viaggi interstellari). Con l'evolversi della vicenda si assiste a un pesante coinvolgimento nella storia delle Intelligenze artificiali. Le motivazioni, le relazioni con gli esseri umani ed i veri obiettivi delle IA diventano sempre più inquietanti nel dipanarsi della storia. 
Nell’epoca di massima decadenza, gli Ouster, nomadi transgenici altamente progrediti, hanno iniziato un processo di invasione totale e fatto breccia nelle forze armate di difesa dell’Egemonia: determinati a reclamare il pianeta Hyperion in quella che sembra essere una guerra di estinzione di massa. Gli Ouster attaccano Hyperion in forze, riuscendo a spezzare le linee difensive e minacciando di invadere e conquistare il misterioso pianeta. L’Egemonia si trova costretta a rispondere trasferendovi gran parte della sua flotta, ma si trova inaspettatamente presa alle spalle: orde di Ouster spuntano all’improvviso vicino a diversi pianeti dell’Egemonia e li distruggono. In realtà tali imprevisti invasori sono creature del Nucleo, mandate dalle IA più ostili agli uomini. È noto infatti che esistono tre fazioni in conflitto all'interno del TecnoNucleo: gli Stabili (che vogliono preservare una simbiosi tra macchine e Umani), i Volatili (che perseguono il fine dell'estinzione della razza umana) e i Finali (il cui solo scopo è ottenere l'Intelligenza Finale). Tutte le IA perseguono un obiettivo comune: arrivare alla creazione di un dio da loro definito come l'Intelligenza Finale (IF), un deus ex machina che possa competere con una seconda IF creata dall’Umanità in un lontano futuro. Il cìbrido di John Keats (combinato a una intelligenza artificiale basata sulla personalità recuperata del vero poeta inglese) rappresenta un inviato della fazione favorevole agli esseri umani, gli Stabili.
Con il procedere della vicenda, gli intrecci diventano sempre più complessi e il cìbrido Keats riesce, dopo un viaggio nella matrice del TecnoNucleo verso Ummon, il suo creatore, a scoprire che il conflitto tra le fazioni del TecnoNucleo deriva dalla futura guerra che nascerà tra l'Intelligenza Finale delle IA e quella che nascerà dalla coscienza degli esseri umani.  Ma in questo conflitto senza tempo, l’Empatia – una delle tre componenti che costituisce la divinità umana – fugge. Viene dunque mandato indietro nel tempo lo Shrike, il cui Albero della Sofferenza, dove il mostro conficca le proprie vittime per condannarle a un'eternità di tormenti, dovrebbe costituire un richiamo per l’Empatia. 
Le IA sono consce che l’Intelligenza Finale le utilizzerà come schiavi e poi le ucciderà, allo stesso modo in cui esse hanno usato e usano gli esseri umani (si scopre infatti che il parassita crucimorfo è un'idea del TecnoNucleo per riciclare le persone e consentire la progressiva perdita di coscienza). Alcune IA, tuttavia, soprattutto quelle della fazione degli Stabili, non vogliono essere eliminate e collaborano quindi con gli umani, svelando parte dei segreti del Nucleo. Difatti Ummon comunica al cìbrido anche dove risiede fisicamente il Nucleo stesso: le IA "vivono" all'interno della Rete dei teleporter che collega i mondi dell'Egemonia e sfruttano parassiticamente a scopo computazionale le reti neurali dei miliardi di viaggiatori della Rete nell'istante in cui questi passano da un teleporter all'altro. Questa scoperta porta Gladstone a capire che la causa di distruzione della Terra fu indotta dal TecnoNucleo al fine di costringere gli esseri umani a espandersi nei mondi terrestri ed extraterrestri in modo da dover obbligatoriamente utilizzare i teleporter e fornire alle IA la potenza computazionale necessaria per creare la loro Intelligenza Finale. Di fronte a questa scoperta, la Prima Funzionaria viene costretta a una scelta molto dolorosa: deve infatti ordinare di distruggere la Rete teleporter, su cui la stessa Egemonia si fonda, e condannare all'isolamento centinaia di mondi e alla morte miliardi di persone. La caduta di Hyperion sancisce la fine dell'Egemonia dell'Uomo.
Contemporaneamente a ciò, si assiste allo sviluppo della vicenda dei pellegrini, la cui missione sembra oramai legata alla salvezza dell'intera razza umana ma chiaramente legata anche agli interessi della Chiesa della Redenzione finale e in qualche modo anche agli interessi del TecnoNucleo, i cui legami con il culto Shrike cominciano a delinearsi. L'avventura dei pellegrini è connessa all'avvento di una figura messianica che sarà la chiave della lotta futura tra l'Intelligenza Finale del TecnoNucleo e quella umana.

## Personaggi
Arthur MorpurgoGenerale, capo di stato maggiore della FORCE:terra (l'esercito dell'Egemonia). Sacrificherà la sua vita per evitare l'estinzione della razza umana.
Brawne LamiaInvestigatrice privata lusiana che ha partecipato al pellegrinaggio per conto di Johnny, primo cìbrido con la personalità ricostruita di John Keats. Viene collegata dallo Shrike alla sfera dati e, assieme alla coscienza di Johnny, che le era stata impiantata nel cranio in una sorta di hard disk quantistico, si reca nelle sfere interne del Nucleo, dove incontra uno degli Stabili, Ummon, che spiega tutto il piano di Volatili e Finali per annientare la razza umana. Trova e libera Sileno dall'Albero della Sofferenza; con un misterioso potere, distrugge lo Shrike posto a guardia dell'Albero. Incinta di Johnny, Severn le rivelerà che la bambina che porta in grembo sarebbe stata "Colei che insegna", ossia l'ibrido fra intelligenza artificiale e umana che le IA hanno per secoli cercato invano.
ConsoleProtagonista del romanzo, è uno dei sette pellegrini. Ex diplomatico dell'Egemonia, è al centro di un complesso piano ordito dalla PFE, dagli Ouster e dagli Stabili per eliminare, a un prezzo altissimo, le IA ostili alla razza umana.
Fedmahn KassadColonnello della FORCE:terra, uno dei sette pellegrini. Suo scopo è trovare (e distruggere) lo Shrike ma soprattutto Moneta, una misteriosa giovane donna che gli appare subito dopo le più efferate battaglie e con la quale ha una relazione, che sembra strettamente collegata al mostro biomeccanico. Si ritroverà coinvolto una guerra temporale che si spinge fino a miliardi di anni nel futuro («in un futuro imprecisato così distante che i soli gialli sono rossi», lo definirà Ummon). Scopre che Moneta va a ritroso nel tempo: la prima volta che la incontrò, fu (sarà) l'ultima per lei, e viceversa.
Fyodor KolchevSenatore del pianeta Lusus.
Het MasteenTemplare, "vera voce dell'Albero", capitano della nave-albero con cui i pellegrini sono giunti su Hyperion. Scomparso durante il viaggio verso le Tombe, ricomparirà, ferito e delirante, nel deserto che le circonda. Prima di morire, ammetterà che i Templari avevano cospirato con la Chiesa Shrike e (coloro che ritenevano essere) gli Ouster per favorire l'invasione di questi ultimi e poter liberare lo Shrike nella Rete.
Joseph SevernNarratore del romanzo. Seconda personalità ricostruita del poeta John Keats. Essendo un cìbrido, la sua mente è locata nel TecnoNucleo. Attraverso dei sogni, è costantemente informato sul destino dei sette pellegrini su Hyperion. Il suo reale ruolo verrà chiarito nella parte finale del romanzo: una volta che il suo corpo umano muore (come il vero Keats, a Roma, di tubercolosi), la sua coscienza, capace di spostarsi nel Nucleo e in tutta la sfera dati, salverà Rachel dallo Shrike e avvertirà la PFE del complotto ordito dalle IA. Durante il suo transito nell'enorme cyberspazio del TecnoNucleo (la megasfera), "intravede" una seconda sfera immensamente più estesa di quella del Nucleo, che si trova ai suoi confini, e che chiamerà "metasfera". Dopo la distruzione della Rete teleporter, si "installerà" nel computer di bordo della nave del Console.
Kushwant SinghAmmiraglio, capo di stato maggiore della FORCE:spazio.
Leigh HuntPrimo assistente della PFE. Finirà esiliato sulla Vecchia Terra e assisterà Severn nei suoi ultimi istanti di vita come umano.
Lenar HoytSacerdote cattolico, verrà ucciso dallo Shrike, ma, grazie al crucimorfo che lo parassita, il suo corpo verrà utilizzato dalla personalità di padre Duré.
Martin SilenoAnziano poeta, il cui luogo di nascita è la Terra (distrutta a causa di un errore durante la costruzione del primo Teleporter): pertanto ha più di settecento anni d'età (la maggior parte dei quali trascorsi in crio-sonno). È l'unico pellegrino catturato e infilzato nell'Albero della Sofferenza dallo Shrike. Verrà salvato da Brawne Lamia. Si scoprirà che la Terra non fu distrutta, ma spostata (dagli Stabili o da qualcun altro) in un sistema della Piccola Nube di Magellano.
Meina GladstonePrima Funzionaria Esecutiva dell'Egemonia. In passato, da senatrice, assieme al senatore Lamia (padre di Brawne) e al gen. Morpurgo, faceva parte di un'organizzazione segreta volta a liberare l'Egemonia dalla dipendenza al TecnoNucleo.
Melio ArundezFisico, ex amante di Rachel Weintraub, si unirà al Console per portare in salvo Sol e la piccola Rachel.
MonetaMisteriosa giovane donna che appare al col. Kassad subito dopo le sue battaglie (anche quelle al simulatore) e con cui ha una relazione puramente sessuale. Si scoprirà che è delegata dagli umani di un remotissimo futuro per accompagnare lo Shrike, creato dalla IF artificiale per poter trovare l'Empatia della IF umana, fuggita nel passato. L'incredibile vera identità della ragazza verrà svelata nelle pagine finali del romanzo.
OusterUmani che, dopo l'Egira, non accettarono di sottomettersi alle IA e si ritirarono, a bordo di "sciami" (una sorta di flotta composta da enormi navi-mondo, asteroidi, navi da guerra etc), nelle profondità della Galassia. Sono considerati barbari dall'Egemonia, ma in realtà hanno subìto un'autentica evoluzione, al contrario degli umani, schiavi delle tecnologie delle IA.
Paul DuréSacerdote e archeologo rimasto ucciso su Hyperion durante la sua visita/studio al popolo dei Bikura, verrà resuscitato grazie al crucimorfo. Svolgerà un'azione determinante per smascherare il complotto delle IA.
Rachel WeintraubArcheologa, durante degli scavi alle Tombe del Tempo fu investita da una marea temporale che le causò il morbo di Merlino, una para-patologia che la faceva ringiovanire irrimediabilmente. Arrivata a pochi giorni dalla "nascita/morte" assieme al padre e agli altri pellegrini su Hyperion, verrà consegnata allo Shrike da Sol.
ShrikeGuardiano delle Tombe del Tempo, è una creatura biomeccanica proveniente dal futuro. Fu (sarà) creata dalla IF artificiale con lo scopo di trovare l'Empatia, una delle tre componenti della IF umana. Viaggia a ritroso nel tempo assieme alle Tombe, ma è in grado di traslare a piacere nello spazio e nel tempo. Il col. Kassad scoprirà che in realtà gli Shrike sono un esercito. Lamia invece scoprirà che il cosiddetto Albero della Sofferenza è una realtà virtuale: le vittime, in realtà, sono tenute in coma in una delle Tombe, collegate con uno shunt neurale e "sognano" di essere infilzate all'Albero.
Sol WeintraubFilosofo del Mondo di Barnard. Ultimo pellegrino a rimanere alle Tombe del Tempo. A fine vicenda attraversa, assieme alla piccola Rachel, un portale apertosi nella Tomba della Sfinge per recarsi nel remotissimo futuro da dove le Tombe sono "partite" nel viaggio a ritroso nel tempo.
Theo LaneGovernatore di Hyperion ed ex vice del Console. Assieme a quest'ultimo e al dr. Arundez si recherà a trattare con gli Ouster per conto della PFE.
UmmonUna delle IA della fazione degli Stabili. Rivela a Brawne e Johnny l'esistenza di una guerra temporale fra le due Intelligenze Finali, l'artificiale e l'umana, e della triplice natura della IF umana, divisa in Intelletto, Vuoto Legante (il "subspazio" usato per le comunicazioni astrotel e gli spostamenti teleporter, che Severn aveva "intravisto" nel cyberspazio) ed Empatia, con quest'ultima fuggita indietro nel tempo. Rivela a Severn l'incredibile "luogo" in cui è locato fisicamente il TecnoNucleo, e questi informa la PFE.
William Ajunta LeeUfficiale della FORCE:spazio strettamente collegato alla PFE Gladstone.

## Accoglienza e premi
Il romanzo è stato ben accolto, con buone recensioni da New York Times e Kirkus Reviews. Nel 1991 ha vinto il BSFA Award come miglior romanzo e il Premio Locus per il miglior romanzo di fantascienza. È stato nominato nel 1991 come miglior romanzo per il Premio Hugo e per il Premio Nebula.

## Edizioni
- Dan Simmons, The Fall of Hyperion, Doubleday/Bantam books, 1990,  p. 517, ISBN 0-553-28820-2.
- Dan Simmons, La caduta di Hyperion, traduzione di G.L. Staffilano, collana Oscar Mondadori, Arnoldo Mondadori Editore, 1998,  p. 516, ISBN 88-04-39424-2.